# Dakin-West-Reaktion
Die Dakin-West-Reaktion ist eine Namensreaktion der Organischen Chemie, die nach Henry Drysdale Dakin und Randolph West benannt ist. Sie ist eine Reaktion zur Überführung von α-Aminosäuren in α-Acetamido-ketone mittels Essigsäureanhydrid und einer Base (z. B. Pyridin). Es entstehen gewöhnlich racemische Aminoketone. Die Entwicklung einer enantioselektiven Variante dieser Reaktion gelang erstmals Schreiner und Mitarbeitern.
Die Reaktion darf nicht mit der Dakin-Reaktion verwechselt werden.

## Reaktionsmechanismus
Der Reaktionsmechanismus wird eingeleitet durch die Acylierung und Aktivierung der Säure 1 und führt zum gemischten Anhydrid 3.  Das Amid fungiert als Nucleophil für die  Cyclisierung zum Azlacton 4.  Eine Deprotonierung führt zum Anion 5 und eine weitere Acylierung erwirkt eine Ringöffnung und es entsteht der Ester 7. Nach der Bildung einer Säure 8 findet eine Decarboxylierung statt und das gewünschte Aminoketon 10 wird gebildet.
Bei der Reaktion muss mit Pyridin als Base und/oder Lösungsmittel unter Rückfluss gearbeitet werden. Bei Zugabe katalytischer Mengen 4-Dimethylaminopyridin (DMAP) läuft die Reaktion auch bei Raumtemperatur ab.